# Plans de Quart
Els Plans de Quart és una partida de terra del municipi de Reus (Baix Camp). És un bocí de la Partida de Quart, que va de la carretera de Tarragona fins al camí de Constantí i la riera de la Quadra en forma el límit de ponent i la de la Sisena el límit de llevant. La partida de Quart és tot el territori ocupat pel Camp d'Aviació i, per tant, desapareguda com a tal. La separació entre Quart i els Plans de Quart és la carretera de Tarragona. Els Plans de Quart se situen de la carretera de Tarragona en avall, entre la riera del Pi de Bofarull o de la Quadra i la del Mas de Sostres a ponent. Són terres molt planes i de bon treballar, on hi alguns masos d'anomenada, com el Mas de Tomaset, el de Badia i el de Clariana, dins del radi de terres cultivades per gent de la Canonja. Amigó recull una dita: "Qui té terres a Quart és ric i no ho sap"
Havia format part del Territori de Tarragona, unes possessions de l'arquebisbe de Tarragona que comprenien diverses terres de Reus, Vila-seca, La Canonja, Masricard, La Boella i Mascalbó.